# Chris Isaak
Christopher Joseph Isaak, mais conhecido como Chris Isaak (Stockton, Califórnia, 26 de junho de 1956), é um cantor, compositor e ator estadunidense.
Ele é conhecido por seu estilo inspirado no rock and roll da década de 1950 e no som crooner, bem como o seu crescente falsete e reverberação. Ele está intimamente associada com o diretor de cinema David Lynch, que usou suas canções em vários filmes e deu-lhe um grande papel no filme Twin Peaks: Fire Walk with Me. Suas canções geralmente se focam nos temas de amor, perda e desgosto. Com uma carreira de quatro décadas, ele acumulou um total de doze álbuns de estúdio, e acumulou inúmeras indicações a prêmios e passeios. Ele tem sido chamado de Roy Orbison da década de 1990, e muitas vezes também é comparado a Elvis Presley, Ricky Nelson e Duane Eddy.

## Biografia
Em 1984, assinou contrato com a Warner Bros, e lançou o primeiro álbum, Silvertone. Em 1988, seu contrato foi renovado e foi transferido para a Reprise Records.
Sua canção mais conhecida, "Wicked Game", foi lançada em 1989, no álbum Heart Shaped World. A canção, em versão instrumental, fez parte da trilha sonora do filme Coração Selvagem (Wild at Heart) de David Lynch. Também, em 2000, fez parte da trilha sonora do filme Um Homem de Família, (The Family Man), com Nicolas Cage e Téa Leoni.
O sucesso da música, foi graças a uma rádio americana que tocou a versão completa da canção, e rapidamente tornou presença constante nas paradas de sucesso.
O vídeo dessa canção foi dirigido pelo fotógrafo Bruce Weber. Gravado em preto e branco, Chris Isaak contracenou com a top model dinamarquesa Helena Christensen, onde ambos rolavam na areia da praia, se abraçavam e sussurravam um no ouvido do outro. O vídeo foi sucesso na MTV Americana e no canal a cabo VH1.
Em 1999, a música Baby Did A Bad, Bad Thing, fez parte da trilha sonora do filme De Olhos Bem Fechados, (Eyes Wide Shut), de Stanley Kubrick, estrelado por Tom Cruise e Nicole Kidman.
Em 2001, Chris Isaak estreou seu próprio seriado de TV, o The Chris Isaak Show, que ficou no ar entre 2001 e 2004 no canal de TV a cabo Showtime, nos Estados Unidos.
Sua primeira experiência como ator foi em 1988, com De Caso com a Máfia, de Jonathan Demme, tendo Michelle Pfeiffer como companheira nos sets.
No decorrer de sua carreira, Chris Isaak já lançou onze álbuns, doze singles e foi indicado duas vezes ao Grammy Awards.
Em 2004, a canção Life Will Go On, fez parte da trilha sonora do filme Curtindo a Liberdade, (Chasing Liberty), estrelado por
Mandy Moore.
O trabalho mais recente de Isaak chama-se Mr. Lucky, lançado em Fevereiro de 2009.
A música Wicked Game foi regravada recentemente pela banda HIM e também pelo Corey Taylor, vocalista das bandas Stone Sour e Slipknot.

## Discografia
Álbuns de estúdio
- Silvertone (1985)
- Chris Isaak (1987)
- Heart Shaped World (1989)
- San Francisco Days (1993)
- Forever Blue (1995)
- Baja Sessions (1996)
- Speak of the Devil (1998)
- Always Got Tonight (2001)
- Christmas (2004)
- Mr. Lucky (álbum) (2009)
- Beyond the Sun (2011)
- First Comes the Night (2015)

Ao vivo
- Live in Australia (2008)
- Live at the Fillmore (2010)

Coletâneas
- Wicked Game (1990)
- 3 for One (2000)
- Best of Chris Isaak (2006)

## Filmografia
- Soundstage: Chris Isaak Christmas (2004)
- A Dirty Shame (2004)
- Chris Isaak: Baja Sessions (2004)
- Soundstage: Chris Isaak and Raul Malo (2003)
- The Chris Isaak Show [TV Series] (2001)
- Blue Ridge Fall (1999)
- From the Earth to the Moon (1998)
- Grace of My Heart (1996)
- Friends: The One After the Superbowl, Part 1 (1996)
- That Thing You Do! (1996)
- The Larry Sanders Show: The P.A. (1995)
- Little Buddha (1994)
- Twin Peaks: Fire Walk with Me (1992)
- The Silence of the Lambs (1991)
- Saturday Night Live: Delta Burke (1991)
- Chris Isaak: Wicked Game (1991)
- Let's Get Lost (1988)
- Married to the Mob (1988)